# Wangui wa Goro
Wangui wa Goro, nacida en 1961, es una investigadora, traductora, escritora, activista y académica keniata, residente en el Reino Unido. Sus investigaciones e intereses se centran en las lenguas y literaturas africanas.

## Trayectoria
Ha vivido en diversas partes del mundo, como Reino Unido, Estados Unidos, Alemania y Sudáfrica; y estudió lenguas modernas y economía en la Universidad de Londres (actual University College of London), doctorándose en traducción en la Universidad de Middlesex.
Ha traducido la obra de autores reconocidos como la sátira de Ngũgĩ wa Thiong'o Matigari y sus obras infantiles Njamba Nene and the Flying Bus (1986) y Njamba Nene's Pistol (1990), del kikuyu al inglés; o el poemario Véronique Tadjo A vol d'oiseau del francés.
Participa de forma habitual en el festival literario Africa Writes de la Royal African Society, que entre otros eventos incluye el simposio Africa in Translation, y es miembro de organizaciones como Women's Studies Network UK, British Centre for Literary Translation, Arts Council England, PEN International o African Literature Association. 